# Kevin Wölk
Kevin Wölk (* 28. Mai 1985 in Oldenburg in Holstein) ist ein deutscher Fußballspieler.

## Karriere
Seine Karriere begann Kevin Wölk beim Oldenburger SV. Anschließend spielte er in den Jugendmannschaften des VfB Lübeck und Hamburger SV, ehe er im Jahr 2004 in die zweite Mannschaft von Holstein Kiel wechselte. Nachdem Wölk im Jahr 2006 für ein Jahr in die Regionalliga Nord zum VfB Lübeck zurückgekehrt war, spielte er ab 2007 für die zweite Mannschaft des VfL Bochum in der Oberliga West. Ein Jahr später folgte der Wechsel zu Hessen Kassel in die Regionalliga Süd, für den er am 1. Spieltag unter Trainer Mirko Dickhaut gegen die zweite Mannschaft der SpVgg Greuther Fürth debütierte. 
Nach zwei Jahren wechselte er 2010 zum Drittligisten Rot Weiss Ahlen. Am 11. August 2011 schloss er sich dem SV Darmstadt 98 an, den er nach einer Saison wieder verließ.
Im September 2012 wechselte er für ein Jahr zur zweiten Mannschaft des FSV Frankfurt in die Regionalliga Südwest. Zur Saison 2013/14 verpflichtete ihn der Ligakonkurrent Wormatia Worms, den er im Sommer 2014 wieder verließ.
Der zunächst vereinslose Wölk schloss sich im November 2014 dem Regionalligisten VfB Lübeck an und kehrte damit in seine norddeutsche Heimat zurück. Bereits im Sommer 2015 verließ er jedoch wieder den VfB Lübeck, auf der Suche nach einer neuen sportlichen Herausforderung und wechselte in die SH-Liga zu Eutin 08. Im Sommer 2018 wechselte er ligaintern zu seinem Heimatverein Oldenburger SV.